# Lijst van beschermd erfgoed in Farciennes
Onderstaande tabel geeft een overzicht van de beschermde erfgoederen in de gemeente Farciennes. Het beschermd erfgoed maakt deel uit van het cultureel erfgoed in België.
| Object | Bouwjaar/architect | Deelgemeente | Adres          | Coördinaten                   | Nummer?                | Afbeelding |
| --- | ------------------ | ------------ | -------------- | ----------------------------- | ---------------------- | --- |
| Gevels aan de straat en daken van het huis in de stijl "Art nouveau"                                                                             |                    |              | rue Grande, 24 | 50° 25' 40" NB, 4° 33' 10" OL | 52018-CLT-0004-01 Info | |
| De overblijfselen van het oude kasteel van Farciennes, met inbegrip van de gevels en daken van de twee torens en het centrale gebouw dat bestaat |                    |              |                | 50° 25' 39" NB, 4° 33' 28" OL | 52018-CLT-0005-01 Info | De overblijfselen van het oude kasteel van Farciennes, met inbegrip van de gevels en daken van de twee torens en het centrale gebouw dat bestaat |